# Mikel de Epalza
Mikel de Epalza Ferrer, né à Pau, en France, le 18 février 1938 et mort à Alicante le 6 décembre 2008 est un arabiste et traducteur espagnol.

## Biographie
Il a enseigné aux universités de Barcelone (1965), Lyon (1968), Tunis (1971), Alger et Oran (1973), à l'université autonome de Madrid (1976) et l'université d'Alicante (1979).

## Œuvres
- La Tuhfa, autobiografía y polémica islámica contra el cristianismo, de 'Abdallah al-Taryumān (fray Anselmo Turmeda) (1971)
- Mallorca bajo la autoridad compartida de bizantinos y árabes: siglos VIII-IX (1991)
- Jesús entre judíos, cristianos y musulmanes hispanos (siglos VI-XVII) (Universidad de Granada, 1999)
- El Corán y sus traducciones (Universidad de Alicante 2008).
- (coord.) Traducir del árabe, Barcelona: GEDISA, 2004 (col. 'Manuales de traducción')
- (dir. Congreso) (con FRANCO, F.), La rábita en el islam. Estudios interdisplinares. Congressos internacionals de Sant Carles de la Ràpita (1989, 1997), Sant Carles de la Ràpita-Alicante: Ajuntament de Sant Carles de la Ràpita-Universitat d'Alacant, 2004, 377 pp.
- Alcorà. Traducció de l'àrab al català, introducció i cinc estudis, Barcelone, Proa, 2002.
- Jesús entre judíos, cristianos y musulmanes hispanos (siglos VI-XVIII), Universidad de Granada, 1999.
- Los moriscos antes y después de la expulsión, Madrid: Mapfre, 1997.
- (dir.) L'Islam d'avui, de demà i de sempre, Barcelona: Fundació Enciclopèdia Catalana, 1994.
- (dir.) L'expulsió dels moriscos. Conseqüències en el món islàmic i en el món cristià, Barcelone, Generalitat de Catalunya, 1994.
- (dir.) La ràbita islàmica. Història institucional, Sant Carles de la Ràpita: Ajuntament, 1992, 1994 (2 vl)
- Fray Anselm Turmeda ('Abdallâh al-Taryumân) y su polémica islamo-cristiana. Edición, traducción y estudio de la Tuhfa. Rome, Accademia Nazionale dei Licei, 1971; Madrid, Hiperion, 1994
- (con VILAR, J.B.) Planos y mapas hispánicos de Argelia (ss. XVI-XVIII), Madrid:, Ministerio de Asuntos Exteriores, 1988.
- Jésus otage, Paris: Ed. du Cerf, 1988
- (con RUBIERA, Mª Jesús) Xàtiva musulmana (segles VIII-XIII), Xàtiva, Ajuntament de Xàtiva, 1987
- (con RUBIERA, Mª Jesús) Toponimia árabe de Benidorm y su comarca / Toponímia àrab de Benidorm i la seva comarca, Alicante, Universidad de Alicante, 1985.
- (dir.) Études sur les morisques andalous en Tunisie, Madrid: Ministerio de Asuntos Exteriores, 1973
- Els banys àrabs valencians. Generalitat de València (1989)
- Collecció urbanismo musulmá. Ajuntament de Benissa (1988)
- Els noms àrabs de Benidorm. Universidad de Alicante (1985)
- Anselm Turmeda. Ayuntamiento de Palma de Mallorca (1983)
- Moros y moriscos en el Levante peninsular: introducción bibliográfica. CSIC (1983)
- Toponimia mayor y menor de la provincia de Alicante. Listados por municipios, Confederación Española de Cajas de Ahorros (1983)
- Anselm Turmeda, Autobiografía i atac als partidaris de la creu. Traduction, Curial Edicions (1978)